# Killing Time (Bayside)
Killing Time è il quinto album in studio dei Bayside, pubblicato il 30 settembre 2008 dalla Wind-up Records.

## Tracce
1. Already Gone – 3:40
2. Sick, Sick, Sick – 3:34
3. Mona Lisa – 3:10
4. It's Not a Bad Little War – 4:12
5. Sinking and Swimming on Long Island – 3:48
6. Seeing Sound – 3:23
7. The Wrong Way – 3:26
8. On Love, on Life – 3:26
9. The New Flesh – 3:45
10. Killing Time – 3:33

Tracce bonus nell'edizione iTunes
1. Don't Come Easy - 3:33
2. Monster - 2:36

## Formazione
Bayside
- Anthony Raneri – voce, chitarra ritmica, arrangiamenti piano e strumenti a corda
- Jack O'Shea – chitarra solista, cori
- Nick Ghanbarian – basso, cori
- Chris Guglielmo – batteria, percussioni

Altri musicisti
- John Dunne - arrangiamenti strumenti a fiato, programmazione
- Audrey Riley - arrangiamenti strumenti a corda

## Classifiche
| Classifica (2011)         | Posizione massima |
| ------------------------- | ----------------- |
| Stati Uniti               | 35                |
| Stati Uniti (alternative) | 6                 |
| Stati Uniti (digital)     | 19                |
| Stati Uniti (rock)        | 7                 |